# Bartlettov tinamu
Bartlettov tinamu (lat. Crypturellus bartletti) je vrsta ptice iz roda Crypturellus iz porodice tinamuovki. Ime je dobio u znak sjećanja na engleskog ornitologa Edwarda Bartletta.

## Rasprostranjenost
Živi u nizinskim šumama u subtropskim i tropskim regijama na nadmorskoj visini sve do 500 metara. Rasprostranjen je diljem Južne Amerike. Udomaćen je u zapadnom amazonijskom Brazilu, sjevernoj Boliviji, istočnom Peruu, i istočnom Ekvadoru.

## Opis
Dug je oko 27 centimetara. Gornji dijelovi su smeđi, išarani crnkastim pjegama. Grlo i trbuh su bijeli, a ostatak gornjih dijelova je riđe boje. Kukma je crnkasta, baš kao i bokovi.
Hrani se plodovima s tla ili niskih grmova. Također se hrani i malom količinom manjih beskralježnjaka i biljnih dijelova. Mužjak inkubira jaja koja mogu biti od čak četiri različite ženke. Inkubacija obično traje 2-3 tjedna. 